# حسن روحاني
حسن روحاني (12 نوفمبر 1948) هو سياسي إيراني والرئيس السابع لإيران إذ حكم من 3 أغسطس 2013 حتى 3 أغسطس 2021. وهو أيضًا محامٍ في الشريعة الإسلامية («وكيل») وأكاديمي ودبلوماسي سابق ورجل دين إسلامي. وهو عضو في مجلس خبراء القيادة الإيراني منذ 1999 ومجمع تشخيص مصلحة النظام من 1991 إلى 2021 والمجلس الأعلى للأمن القومي من 1989 إلى 2021. شغل روحاني منصب نائب رئيس الفترتين الرابعة والخامسة من البرلمان الإيراني (مجلس الشورى الإسلامي) وأمين المجلس الأعلى للأمن القومي من 1989 إلى 2005. كان من خلال منصبه الأخير المفاوض الأهم للبلاد مع دول الاتحاد الأوروبي الثلاث، المملكة المتحدة وفرنسا وألمانيا، بشأن التكنولوجيا النووية في إيران، وعمل أيضًا كعالم إسلامي شيعي (رجل دين بارز)، ومفاوض تجاري اقتصادي.
في 7 مايو 2013، ترشح روحاني للانتخابات الرئاسية التي أجريت في 14 يونيو 2013. وصرّح إنه في حالة انتخابه، فسوف يعد «ميثاقًا للحقوق المدنية» وينعش الاقتصاد ويحسن العلاقات المتوترة مع الدول الغربية. وأعرب روحاني أيضًا عن دعمه الرسمي لحقوق الأقليات العرقية والدينية. انتخب رئيسًا لإيران في 15 يونيو، وقد فاز بذلك على محمد باقر قاليباف وأربعة مرشحين آخرين. تولى منصبه في 3 أغسطس 2013. في عام 2013 كان ضمن تايم 100 وهو تصنيف مجلة التايم لأكثر مئة شخص نفوذًا وتأثيرًا في العالم.
كثيرًا ما يوصف روحاني بأنه وسطي وإصلاحي. بالنسبة للسياسة الداخلية، فقد شجع الحريات الشخصية وحرية الوصول إلى المعلومات، وقد ساهم أيضًا بتحسين حقوق المرأة إذ عيّن متحدثات باسم الوزارة الخارجية. كان له دور في تحسين علاقات إيران الدبلوماسية مع الدول الأخرى من خلال تبادل رسائل الدعوة للمصالحات. أعيد انتخاب روحاني في انتخابات عام 2017 بأغلبية 23.636.652 صوتًا (57.1%) ليصبح بذلك ثالث رئيس، بعد محمد خاتمي ومحمود أحمدي نجاد، ليفوز بنصر رئاسي بولاية انتخابية متزايدة.

## النشأة والتعليم
ولد حسن روحاني في عام 1948 في مدينة سرخه، بالقرب محافظة سمنان شمالي إيران، من عائلة متدينة قاتلت ضد شاه إيران السابق.

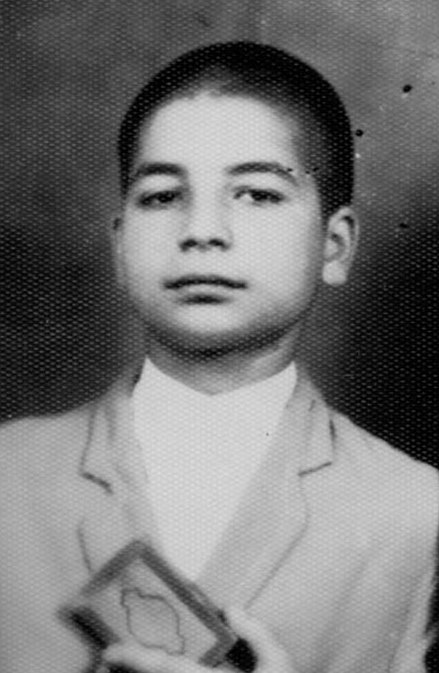
حسن روحاني في صباه.

وانخرط في سلك الدراسات الدينية في الحوزة العلمية في مدينته عام 1960 ، ثم انتقل إلى مدرسة قم في عام 1961 ، وقال انه حضر دروس العلماء البارزين في ذلك الوقت، مثل الشيخ مرتضى الحائري، والسيد محمد رضا الكلبايكاني، سلطاني، محمد فاضل اللنكراني ، وبالإضافة إلى ذلك، درس المقررات الحديثة، وأما بالنسبة إلى دراسته الأكاديمية فقد درس في جامعة طهران في عام 1969، وحصل على درجة البكالوريوس في القانون القضائي في عام 1972. ثم واصل روحاني دراسته في الغرب وتخرج من جامعة غلاسكو كالدونيان في عام 1995 مع أطروحة الماجستير بعنوان «السلطة التشريعية الإسلامية مع الإشارة إلى التجربة الإيرانية» ثم حصل على درجة الدكتوراه في عام 1999. وهو يجيد اللغة العربية والإنجليزية

## دوره في الملف النووي الإيراني
شغل روحاني منصب سكرتير المجلس الأعلى للأمن القومي لمدة 16 عامًا. وقد بدأ حياته المهنية في المجلس في عهد الرئيس هاشمي رفسنجاني واستمر في عهد خلفه الرئيس محمد خاتمي. وفي فترة توليه منصب كبير المفاوضين النوويين في إيران، (من 6 أكتوبر 2003 إلى 15 آب من 2005)؛ حيث بدأ في هذه الفترة الاهتمام الدولي؛ وإثارة البرنامج النووي الإيراني؛ واعتماد قرارات شديدة اللهجة من قبل الوكالة الدولية للطاقة الذرية في ايران.

## حملته الانتخابية
رشح حسن روحاني نفسه في انتخابات يونيو (حزيران) عام 2013 لمنصب رئاسة الجمهورية في إيران، وكان أحد أبرز المرشحين وأوفرهم حظًا بسبب آرائه الوسطيّة وعلاقاته الوثيقة مع علماء الدين في إيران. وكان قد أعلن ترشيح نفسه للرئاسة في 11 يناير 2013 وسجل نفسه كمرشح رئاسي يوم 7 مايو  ، ليُعلن في 15 يونيو عن فوزه بالانتخابات الرئاسية.

## فوزه بولاية ثانية
في يوم السبت 20 مايو 2017 أعلن رئيس لجنة الانتخابات الإيرانية، علي أصغر أحمدي، أن الرئيس الإيراني حسن روحاني فاز بولاية ثانية، بحوالي 23 مليون صوت، أي أنه حاز على 56% من الأصوات، حيث تقدم بذلك على مرشح التيار الأصولي إبراهيم رئيسي، بفارق 7 ملايين صوت تقريباً، بعد فرز أكثر من 40 مليون صوت. وهنأ التلفزيون الرسمي الإيراني روحاني على فوزه بولاية ثانية.

## الانتقادات الموجهة إلى أداء حكومته
أصدر الرئيس الإيراني السابق محمود أحمدي نجاد بيانا انتقد فيه أداء حكومة الرئيس حسن روحاني مشيراً إلى تصريحات بعض وزراء الحكومة الحالية حول الذخائر الغذائية ووصفهم إياها بـ«الخالية» في أواخر عهد حكومته رافضا هذه التصريحات.
وقال قائد الثورة الإسلامية في إيران علي خامنئي خلال لقائه بأعضاء مجلس خبراء القيادة إن شعور المسؤولين بالمسؤولية أمرٌ واجب، وإن الأرستقراطية المنتشرة في طبقات المجتمع، جاءت نتيجة سلوك بعض المسؤولين منتقداً أداء حكومة حسن روحاني وتقاعسها في تحقيق أهداف الاقتصاد المقاوم.

## مؤلفاته
عربية
- تقريرات درس فقه مرحوم محقق داماد، مبحث صلاة
- تقريرات درس أصول مرحوم حائري، مبحث أصول علمية

فارسية
- الأمن القومي والدبلوماسية النووية (2011)
- الأمن القومي والنظام الاقتصادي في إيران (أغسطس 2010)
- الفكر السياسي الإسلامي، المجلد. 1: الإطار المفاهيمي (ديسمبر 2009)
- الفكر السياسي الإسلامي، المجلد. 2: السياسة الخارجية (ديسمبر 2009)
- الفكر السياسي الإسلامي، المجلد. 3: القضايا الاجتماعية والثقافية (ديسمبر 2009)
- مذكرات الدكتور حسن روحاني، المجلد. 1: الثورة الإسلامية (2008)
- رواية البصيرة والأمل (مارس) 2013
- مقدمة لتاريخ أئمة الشيعة "(2012)
- مقدمة في البلدان الإسلامية (2008)
- الثورة الإسلامية: جذور والتحديات (1997)
- أسس الأفكار السياسية للإمام الخميني (1999)
- دور المعاهد في التطورات الأخلاقية والسياسية للمجتمع (نوفمبر 2011)
- الأمن القومي والسياسة الخارجية.  ستُطْبَع
- الأمن الوطني والبيئة.  سيتم طباعتها
- مذكرات الدكتور حسن روحاني، المجلد. 2: الدفاع المقدس.  سيتم طباعتها

إنجليزية
- The Islamic Legislative Power, May 1994
- The Flexibility of Shariah; Islamic Law, April 1996

## روابط خارجية
- حسن روحاني على موقع IMDb (الإنجليزية)
- حسن روحاني على موقع الموسوعة البريطانية (الإنجليزية)
- حسن روحاني على موقع مونزينجر (الألمانية)
- حسن روحاني على موقع قاعدة بيانات الفيلم (الإنجليزية)
- حسن روحاني على موقع كينوبويسك (الروسية)